# Jacob Micyllus
Jacob Micyllus, ou Iacobus Micyllus, de son vrai nom Jacob Moltzer (mais il se nomme lui-même Jacob Molsheim dans une lettre de 1526), est un humaniste et poète allemand de langue latine, né le 6 avril 1503 à Strasbourg, mort le 28 janvier 1558 à Heidelberg.

## Biographie
Après de premières études dans sa ville natale, il gagna en 1518 l'Université d'Erfurt, où il suivit notamment l'enseignement de l'humaniste Eoban Hess. C'est à Erfurt qu'il adopta le pseudonyme de « Micyllus », en fait personnage du dialogue de Lucien intitulé Le coq, cordonnier de son état, qu'il interpréta sur scène avec beaucoup de conviction. Il s'y lia aussi avec Joachim Camerarius l'Ancien, qui devint son ami pour la vie. En 1522, tous deux se rendirent à Wittenberg, la ville de Martin Luther, où enseignait aussi Philippe Mélanchthon. Sur la recommandation de ce dernier, le « patricien » et conseiller municipal de Francfort Hamman von Holzhausen, dont le fils Justinian étudiait aussi à Wittenberg, l'engagea en 1524, âgé seulement de vingt-et-un ans, pour diriger la « Junkerschule », institution privée récemment fondée à Francfort.
Cependant la cité fut en proie dans les années suivantes à des dissensions religieuses entre factions protestantes (notamment entre les partisans de Martin Luther et ceux d'Ulrich Zwingli, la cité restant officiellement catholique). Apparemment du fait de ses penchants luthériens (il composa au début de 1532 un poème contre Zwingli, récemment décédé), Micyllus dut quitter Francfort : il eut quelque peine à se faire recruter, en 1532/33, comme professeur de grec par l'Université de Heidelberg, cet établissement étant également agité par les mêmes conflits. Le 23 avril 1533, la messe catholique fut « suspendue » à Francfort, et en 1536, la cité se joignit à la Ligue de Smalkalde (c'est-à-dire au camp luthérien). En 1537, Micyllus y était de retour, et il reprit la tête (avec des émoluments annuels passant de 60 à 150 florins) de la « Junkerschule » devenue un établissement public, qui fut installé en 1542 dans un couvent franciscain sécularisé.
En 1547, Micyllus fut à nouveau recruté par l'Université de Heidelberg comme professeur de grec. Il y fut en 1548 doyen de la Faculté des Arts, et en 1549 membre de la commission de réforme de sa bibliothèque. En 1550, ses collègues le récompensèrent d'une coupe d'avoir transformé la faculté en Faculté de Philosophie. En 1556 il devint recteur de l'université, et le prince-électeur Othon-Henri le chargea d'une réforme des statuts. Son projet fut approuvé par Philippe Mélanchthon, mais peu de temps après il mourut d'une brève maladie.
Il s'était marié à la fille d'un maire de Seligenstadt, près de Francfort, qui mourut le 15 août 1548, et dont il eut deux fils qui lui survécurent : l'un devint tailleur à Heidelberg, l'autre chancelier du prince-électeur de Palatinat.

## Œuvre
Micyllus est l'auteur d'une œuvre de poésie humaniste, surtout en latin, mais aussi en grec. Il a d'autre part publié des éditions commentées de plusieurs auteurs antiques (Homère et Euripide pour les Grecs, Ovide et Lucain pour les Latins), et une traduction latine commentée d'une partie de l'œuvre de Lucien. Il a également laissé des textes en rapport avec son activité de pédagogue humaniste, fondateur ou réformateur d'établissements d'enseignement à Francfort et à Heidelberg.
- Varia epigrammata græca et latina, et alia carmina græca, Bâle, 1538.
- Sylva variorum carminum, 5 livres, Bâle, 1564.
- Opus utrumque Homeri Iliadis et Odysseæ diligenti opera Jacobi Micylli et Joachimi Camerarii recognitum, Bâle, 1541.
- Arithmetica logistica libr. II, 1553.